# Флинт (река)
Вижте пояснителната страница за други значения на Флинт.
Флинт (на английски: Flint River) е река в щата Джорджия, Съединените американски щати.
Тя е дълга около 554 км. Флинт тече в Западна Джорджия, от района на Атланта до езерото Семиноли в югозападния ъгъл на щата като образува водосборен басейн от 21 900 кв. км. Заедно с Чатахучи и Апалачикола трите реки образуват басейна известен като Апалачикола – Чатахучи – Флинт водосборен басейн. Тя е една от най-живописните реки в Джорджия, с почти непроменена уникална екосистема.
Река Флинт е имала много имена. Едно по-ранно име дадено на реката е от името на село на древните източни племена, което се намира близо до днешния град Олбъни, което носи името Тронатиска или Тлонотиаске, което означава „място, където се събират кремъци“. Мускогите наричат реката Хлонотискахачи, „лоното“ е мускогската дума за „кремък“. Когато Ернандо де Сото за първи път вижда реката на 5 март 1540 г., той я нарича Рио де Капачеко. По-късно испанците я наричат Рио Педерналес, „перденал“ в смисъл „кремък“ на испански.

## Течение
Река Флинт тече от Пиедмонт до река Чатахучи в югозападната част на Джорджия. Тя има необичаен източник. Тя води началото си от подпочвените води, които се просмукват в западната част на централна Джорджия и се оттичат в бетонен канал в южния край на Вирджиния Авеню в Хейпвил, едно от предградията на Атланта. Водата, която се събира там бързо изчезва под пистите на международното летище Хартсфийлд – Джаксън в Атланта и тече на юг по бетонен канал.
По-надолу тя получава вода от притоци като Съливан Крийк, Мъд Крийк и Камп Крийк. Оттук надолу, до вливането и в езерото Семиноли в югозападния ъгъл на Джорджия, реката се превръща в една от най-живописните реки на щата. От началото и в Атланта до устието и Флинт образува водоборен басейн от 21 900 кв. км. Този басейн може да бъде разделен на три отделни региона – горен, централен и долен, базирани на ландшафта, течението и флората и фауната.

## География
Река Флинт образува няколко обширни влажни зони по своето течение, които действат като филтри за водата. Най-северната от тези влажни зони се намира в района на Джоунсбъро. Надолу по течението са разположени блатото Магнолия и блатото Бийчууд, които заедно образуват голямото блато Грейт Суомп. Най-южната и най-голяма влажна зона около реката е блатото Чикасохачи.
Реката е дом на изобилие от необичайни животни и растения и дом на повече от двадесет вида сладководни миди. В долната част на Флинт има извори и пещери, които са дом на слепия пещерен саламандър. По бреговете на реката виреят много видове редки дървета и растения като зеленолистната орхидея, корковото дърво и блатният бял кедър.

## История
Заселниците започват да завземат западна Джорджия в началото на 19 век и създават големи памучни плантации. През 1828 г. по системата на Апалачикола – Чатахучи – Флинт започват да плават параходи. До 1860 повече от 26 параходни пристана са разположени на Флинт от Бейнбридж до сливането и с Чатахучи. Параходите пътуват нагоре по реката почти до Монтесума, където пясъците възпрепятстват по-нататъшното плаване. Под Бейнбридж корабоплаването продължава да се развиват до около 1928 г. като най-вече се използва за достави на памук до пристанището в залива Aпалачикола.
Комбинираното въздействие от Гражданската война (1861 – 65), ерозията на почвата и Голямата депресия от 1930 г., опустошава региона. Фермерите постепенно сменят културите, които сега включват фъстъци, соя, зеленчуци и пшеница. Млекопроизводството и отглеждането на едър рогат добитък и свине също става важно да селскостопанската икономика на района. Земеделието остава важно за този регион, което използва реката за напояване.